# Релативна висина
Релативна висина је разлика између апсолутних висина две тачке на Земљиној површини. Израчунава се простим упоређивањем добијених података за посматране јединице. Најчешће се изражава за вулкане који су на невулканским основама. Наиме, бројни су примери попут Чимбораса, Попокатепетла и други. Вулкан Чимборасо у Еквадору има апсолутну висину 6272 метара, док је његова стварна, тј. релативна висина само 2300 метара. Разлог је то што се налази у планинском венцу Анди и издиже се са невулканске подлоге. Попокатепетл је висок 5452, тј. 3000 метара. Са друге стране, Етна је на вулканској основи, па је њена апсолутна висина једнака релативној и износи 3263 метра.